# SBI VCトレード
SBI VCトレード（エスビーアイブイシートレード）は、東京都港区六本木に本社のある日本の暗号通貨取引所。SBIホールディングス傘下のSBI VCトレード株式会社が運営している。旧商号はTaoTao株式会社。

## 概要
暗号資産の売買、レバレッジ取引、入出庫、自動積立、貸コイン、ステーキングなどのサービスが利用できる。
旧TAOTAOと旧VCトレードの2つの会社が統合されて現在のシステムとなった。

## 主なサービス
出典：
- 暗号資産の売買

ビットコイン等各種暗号資産の売買が可能。指定の銀行口座に日本円を振り込むことで購入が可能になる。販売所方式と取引所方式がある。
- 暗号資産の入出庫

ウォレット（暗号資産を管理するネット上の財布）を持つユーザーに限り、暗号通貨の入出庫が可能。ただし、入出庫できる暗号資産の種類は限定される。
- 暗号資産のレバレッジ取引

レバレッジ（最大2倍）をかけて暗号資産取引が行えるサービス。
保有する暗号資産も証拠金として預託でき、売りからの取引も可能。マイナス手数料で収益として受け取り可能。
- 暗号資産の現物積み立て

自動的に暗号資産を購入することができる暗号資産積立サービス。
積立プランは毎日・毎週・毎月から選択できる。
- 暗号資産ステーキングサービス

顧客は保有する暗号資産をSBI VCトレード口座に預けておくだけ（申込不要）で、平均保有数量に応じて毎月自動的に報酬を受け取ることができるサービス。預けた暗号資産は分別管理の対象となる。
- 貸暗号資産サービス（貸コイン）

顧客は保有する暗号資産を、一定期間同社に貸し出し（消費貸借契約による）、同社は預かった暗号資産と同量・同等の暗号通貨および一定の料率の利用料をその暗号資産で支払うサービス。貸し出した暗号資産は分別管理の対象とならない。
- SBI Web3ウォレット

顧客は口座開設するだけで日本円でのオンチェーンNFT売買が可能となるサービス。NFTを販売する事業者は、暗号資産を保有せずともオンチェーンNFT販売が可能となる。現在オンチェーンNFT売買が可能なNFTマーケットはSBINFT Market。

## 沿革

### SBI VCトレード株式会社（旧）
- 2017年（平成29年）
  - 5月 - システム開発などを手がける株式会社シーエムディーラボが、子会社として株式会社ビットアルゴ取引所東京を設立。
  - 5月26日 - SBI VCトレードの設立。
  - 7月 - 仮想通貨取引事業を開始[2]。
  - 8月 - 仮想通貨取引事業を休止[2]。
  - 12月 - 仮想通貨交換業として金融庁に登録[3]。
- 2018年（平成30年）
  - 2月 - ヤフーが子会社（Zコーポレーション）を通じてビットアルゴ取引所に出資し、資本参加[4]。これ以後、「ビットアルゴ取引所東京」はシーエムディーラボの子会社であると同時に、Zコーポレーションの持分法適用会社となった。
  - 4月13日 - Zコーポレーションがビットアルゴ取引所東京への資本参加を正式に発表[5]。
  - 4月 - 日本仮想通貨交換業協会に加盟[6]。
- 2019年（平成31年/令和元年）
  - 2月 - 株式会社ビットアルゴ取引所東京が、TaoTao株式会社に社名変更[7]。
  - 5月 - 仮想通貨取引事業を再開[8]。
  - 7月 - SBI証券がSBI VCトレードを子会社化。
  - 10月 - ヤフーが子会社を通じて出資比率を70％へ増資。
- 2020年（令和2年）10月 - SBIリクイディティ・マーケットがTaoTaoを買収し、SBIグループ傘下となる。
- 2021年（令和3年）
  - 7月 - SBIレミットとSBI VCトレードが、日本初となる暗号資産を用いた国際送金サービスを開始。

### SBI VCトレード株式会社（新）
- 2021年（令和3年）
  - 12月1日 - TaoTao株式会社を存続会社とし、SBI VCトレード株式会社を吸収合併。同日、TaoTaoがSBI VCトレード株式会社に商号変更[9]。
- 2022年（令和4年）
  - 6月 - 旧TAOTAOと旧VCTRADEのシステム統合が完了。
  - 10月 - ステーキングサービス開始[10]。
  - 10月 - MTGOX代理受領者へ指定[11]。
- 2023年（令和5年）
  - 1月 - 日本円だけでオンチェーンNFT売買ができる「SBI Web3ウォレット」提供開始[12]。
  - 2月 - 大口・法人向けサービス「SBIVC for Prime」提供開始[13]。
  - 2月 - チューリンガムと業務提携[14]。
  - 3月 - Oasysと業務提携[15]。
  - 5月 - ステーキングサービスにイーサリアム、ソラナ追加[16]。
  - 6月 - トラベルルール対応開始[17]。

## 取り扱い暗号資産

### 販売所
2024年10月18日現在、以下の24種類。
- ビットコイン（Bitcoin: ティッカーコード:BTC）
- イーサリアム（Ethereum: ティッカーコード:ETH）
- リップル（Ripple: ティッカーコード:XRP）
- ビットコインキャッシュ（Bitcoin Cash: ティッカーコード:BCH）
- ライトコイン（Litecoin: ティッカーコード:LTC）
- ポルカドット（Polkadot: ティッカーコード:DOT）
- チェーンリンク（Chainlink: ティッカーコード:LINK）
- カルダノ（Cardano: ティッカーコード:ADA）
- ドージコイン（Dogecoin: ティッカーコード:DOGE）
- ステラルーメン（Stellar Lumens: ティッカーコード:XLM)
- テゾス（Tezos: ティッカーコード:XTZ）
- ソラナ（Solana: ティッカーコード:SOL)
- アバランチ（Avalanche: ティッカーコード:AVAX)
- マティック（Polygon: ティッカーコード:MATIC)　※Polygon Network上のネイティブトークンのMATIC
- フレア（Flare: ティッカーコード:FLR）
- オアシス（OASYS: ティッカーコード:OAS）
- エックスディーシー（XDC: ティッカーコード:XDC）
- シバイヌ（Shiba Inu: ティッカーコード:SHIB）
- ダイ（DAI: ティッカーコード:DAI）
- コスモス（Cosmos: ティッカーコード:ATOM）
- アプトス（Aptos: ティッカーコード:APT）
- ヘデラ（Hedera: ティッカーコード:HBAR）
- ジパングコイン（Zipangcoin: ティッカーコード:ZPG）
- ニアー（NEAR Protocol: ティッカーコード:NEAR）

### 取引所
2024年10月18日現在、以下の7種類。
- ビットコイン（Bitcoin: ティッカーコード:BTC）
- イーサリアム（Ethereum: ティッカーコード:ETH）
- リップル（Ripple: ティッカーコード:XRP）
- ビットコインキャッシュ（Bitcoin Cash: ティッカーコード:BCH）
- ライトコイン（Litecoin: ティッカーコード:LTC）
- ポルカドット（Polkadot: ティッカーコード:DOT）
- チェーンリンク（Chainlink: ティッカーコード:LINK）

### 入出庫
2023年10月18日現在、以下の13種類。
- ビットコイン（Bitcoin: ティッカーコード:BTC）
- イーサリアム（Ethereum: ティッカーコード:ETH）
- リップル（Ripple: ティッカーコード:XRP）
- ビットコインキャッシュ（Bitcoin Cash: ティッカーコード:BCH）
- ライトコイン（Litecoin: ティッカーコード:LTC）
- ポルカドット（Polkadot: ティッカーコード:DOT）
- カルダノ（Cardano: ティッカーコード:ADA）
- マティック（Polygon: ティッカーコード:MATIC)
- ソラナ（Solana: ティッカーコード:SOL)
- アバランチ（Avalanche: ティッカーコード:AVAX)
- オアシス（OASYS: ティッカーコード:OAS）
- エックスディーシー（XDC: ティッカーコード:XDC）
- コスモス（Cosmos: ティッカーコード:ATOM）

※上記以外の暗号資産についても不定期に実施される入庫特別対応時は入庫可能（最低入庫数量あり）

### ステーキングサービス
2024年10月18日現在、以下の13種類。
- イーサリアム（Ethereum: ティッカーコード:ETH）
- ポルカドット（Polkadot: ティッカーコード:DOT）
- カルダノ（Cardano: ティッカーコード:ADA）
- テゾス（Tezos: ティッカーコード:XTZ）
- ソラナ（Solana: ティッカーコード:SOL)
- アバランチ（Avalanche: ティッカーコード:AVAX)
- オアシス（OASYS: ティッカーコード:OAS）
- コスモス（Cosmos: ティッカーコード:ATOM）
- エックスディーシー（XDC: ティッカーコード:XDC）
- フレア（Flare: ティッカーコード:FLR）
- アプトス（Aptos: ティッカーコード:APT）
- ヘデラ（Hedera: ティッカーコード:HBAR）
- ニアー（NEAR Protocol: ティッカーコード:NEAR）

## イメージキャラクター
- 鷲見玲奈

## 加入協会
- 一般社団法人日本暗号資産取引業協会（JVCEA）　会員番号1011
- 一般社団法人日本暗号資産ビジネス協会（JCBA）　正会員[18]